# Plaça del Centre
La plaça del Centre és una plaça barcelonina que separa els districtes de Sants-Montjuïc i les Corts. És el lloc on connecten l'avinguda de Madrid i el carrer de Berlín, a través del mig de la plaça. A més, en la direcció perpendicular i als costats de la plaça, la travessen els carrers del Vallespir i dels Comtes de Bell-lloc.
La plaça deu el seu nom al fet que estava situada al centre dels terrenys que eren propietat dels comtes de Bell-lloc. Va ser dissenyada i urbanitzada per primera vegada el 1873, per donar resposta a les necessitats socials i demogràfiques de la ciutat. Al seu voltant s'hi van establir nombroses famílies de treballadors assalariats: obrers, artesans, administratius.
El 1933 se li va posar el nom d'Ernest Ventós, pintor i polític del Partit Republicà Català, que va ser regidor de l'Ajuntament de Barcelona. Durant la Guerra Civil s'hi va construir un refugi a sota i després de la guerra va retornar al seu nom original.
Fins l'obertura de l'avinguda de Madrid l'any 1966 d'acord amb els plans de l'alcalde Josep Maria de Porcioles, la plaça era de forma circular i era envoltada pel tramvia 54, que hi tenia el punt final del trajecte. Amb l'obertura de l'avinguda, la plaça va quedar separada en dues meitats. El 2014 va ser objecte d'una reforma important per ampliar la plaça amb els carrils d'aparcament existents.

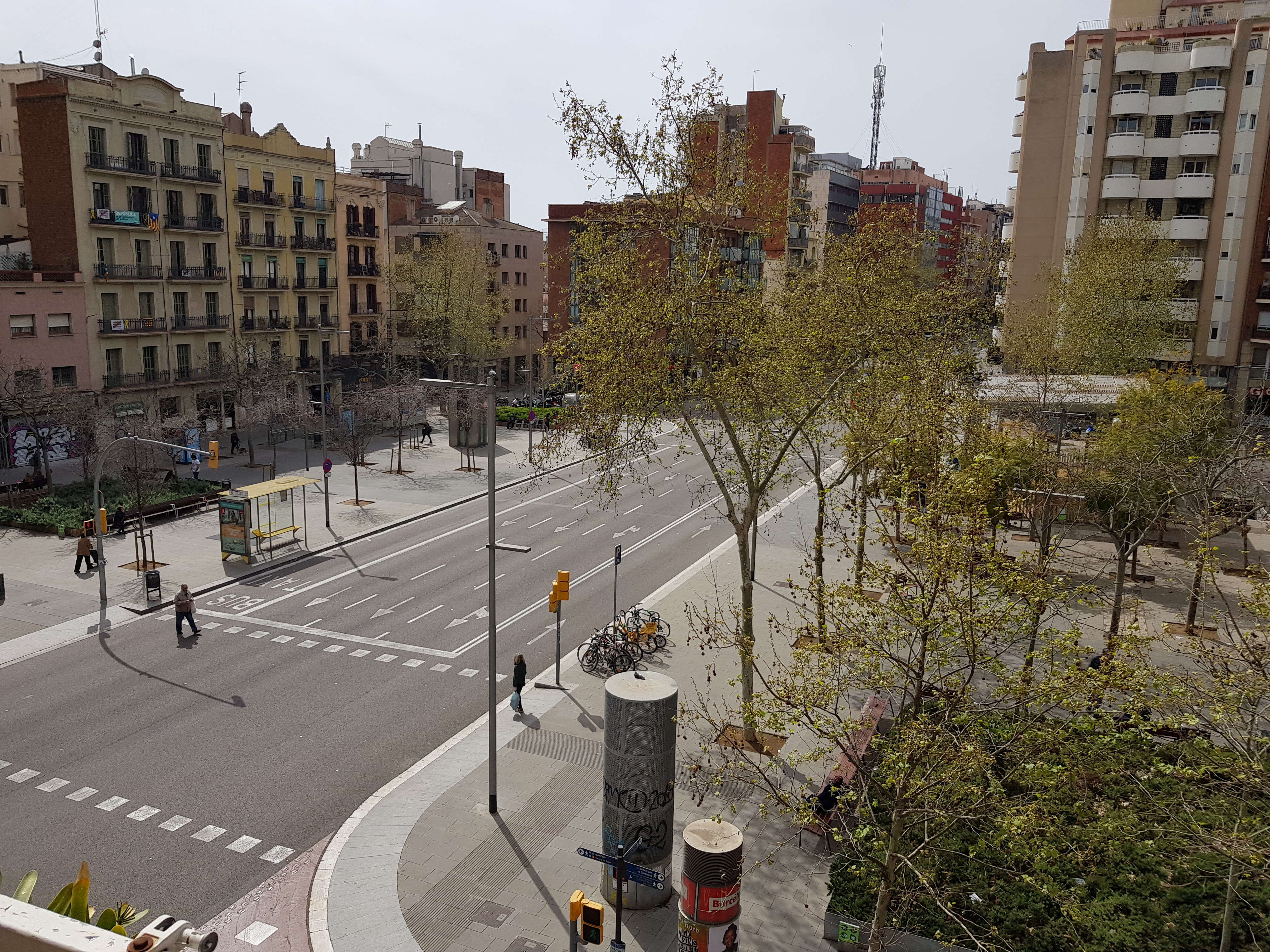
Plaça del Centre, després de la reforma de 2014

A la plaça s'hi troba l'estació de Plaça del Centre, de la línia L3 del metro de Barcelona.